# Худайнатов Фархад Чарімович
Фархад Чарімович Худайнатов (рос. Фархад Чаримович Худайнатов; 26 жовтня 1985, Каспійськ, РРФСР — 29 вересня 2023, Новопрокопівка, Україна) — російський військовик, прапорщик ЗС РФ (2023). Герой Російської Федерації.

## Біографія
Лакець. Перші 4 класи школи закінчив у Каспійську, наступні 5 — в селі Цийші, з якого походили його батьки. Після закінчення дев'ятого класу вступив в коледж, де навчався на бухгалтера, через рік — в Дагестанський автодорожний інститут. Незабаром перейшов на заочне навчання у зв'язку  призовом на строкову службу, яку проходив в Кяхті. Після завершення строкової служби підписав контракт і перейшов у 24-ту окрему бригаду спецпризначення. Потім був переведений в 22-гу бригаду спецпризначення. Учасник збройного конфлікту на Північному Кавказі, окупації Криму та інтервенції в Сирію. З 24 лютого 2022 року брав участь у вторгненні в Україну, заступник командира групи спецпризначення своєї бригади. Помер від отриманих у бою ран і втрати крові. Похований в Каспійську.

## Нагороди
- Орден Мужності
- Орден «За заслуги перед Вітчизною» 4-го ступеня[2]
- Георгіївський хрест 4-го ступеня
- Медаль «За відвагу»[2]
- Медаль Жукова
- Медаль «За бойові заслуги» — нагороджений двічі.
- Медаль «За військову доблесть» 2-го і 1-го ступеня
- Медаль «За відзнаку у військовій службі» 3-го і 2-го ступеня (15 років)
- Медаль «За повернення Криму»
- Медаль «Учаснику військової операції в Сирії»
- Звання «Герой Російської Федерації» (11 квітня 2024, посмертно) — «за мужність і героїзм, проявлені під час виконання військового обов'язку.» 12 червня медаль «Золота зірка» була передана рідним Худайнатова головою Дагестану Сергієм Меліковим.